# Accordi di Addis Abeba del 1972
Gli Accordi di Addis Abeba del 1972, noti anche semplicemente come Accordi di Addis Abeba, furono una serie di compromessi raggiunti nel 1972 e che ebbero come obiettivo quello di metter fine alla guerra civile nel meridione (non islamico) sudanese, contro l'autoritarismo e il centralismo del settentrione sudanese, a netta prevalenza islamica.
Essi furono seguiti da circa 11 anni di pace, in quanto alle regioni meridionali venne riconosciuto un ragionevole grado di autonomia. Nel 1983 l'accordo fu denunciato dall'allora Presidente del Sudan, Ja'far al-Nimeyri, quando volle imporre la Shari'a all'intero Paese.